# Wahl zum Abgeordnetenhaus im Osmanischen Reich 1908
Allgemeine Wahlen wurden im November und Dezember 1908 für alle 288 Sitze der Abgeordnetenkammer des Osmanischen Reiches abgehalten. Sie waren die ersten Wahlen im Osmanischen Reich, in der politische Parteien antraten.

## Hintergrund
Die Jungtürkische Revolution im Juli resultierte in der Wiederherstellung der Verfassung von 1876, was die Zweite Verfassungsära sowie die Wiedereinberufung des Parlaments von 1878 einleitete. Dies brachte viele noch lebende Mitglieder des Parlaments zurück; das einzige vom Parlament eingebrachte Gesetz war der Beschluss, sich aufzulösen und zu Neuwahlen aufzurufen.

## Wahlsystem
In der ersten Wahlrunde bestimmten die Wähler die Wahlmänner (einer für die ersten 750 Stimmen in einem Wahlkreis, dann einer für je 500 Stimmen). In der zweiten Runde wählte das Wahlmännergremium die Mitglieder der Abgeordnetenkammer.

## Ergebnis
Das neue Parlament bestand aus 147 Türken, 60 Arabern, 27 Albanern, 26 Griechen, 14 Armeniern, 10 Slawen (darunter 4 Bulgaren) und vier Juden. Das Komitee für Einheit und Fortschritt, die wichtigste treibende Kraft hinter der Revolution, konnte auf die Unterstützung von 60 Abgeordneten zählen, womit es sich gegen die Freiheits- und Einigkeitspartei (auch: Liberale Union; LU) durchsetzen konnte. Die Liberale Union war eine freiheitlich-demokratische Partei, war stark britisch geprägt und stand dem Palast näher. Von den armenischen Abgeordneten waren vier Mitglieder der Armenischen Revolutionären Föderation (ARF) und zwei der Huntschak-Partei.